# Ground Floor
Ground Floor é uma sitcom estadunidense exibida pela TBS a partir do dia 14 de novembro de 2013, criada por Bill Lawrence e Greg Malins.
No dia 13 de fevereiro de 2015, o programa foi cancelado pelo canal TBS depois de duas temporadas.

## Enredo
A série segue Brody, um banqueiro jovem e bem sucedido em Remington Trust, que depois de um caso de uma noite com Jenny descobre que ela trabalha na manutenção de seu prédio. A partir daqui, eles lidam com seus sentimentos crescentes para o outro, para desgosto de seus colegas de trabalho, enquanto tenta encontrar um equilíbrio entre seus ambientes de trabalho muito diferentes.

## Elenco
- Skylar Astin como Brody Carol Moyer
- Briga Heelan como Jenny Miller
- Rory Scovel como Mark "Harvard" Shrake
- Rene Gube como Mike "Threepeat" Wen
- James Earl como Derrick Dupree
- Alexis Knapp como Tori
- John C. McGinley como Remington Stewart Mansfield

## Episódios

### Primeira temporada
| Nº   | Título                        | Exibição original      |
| ---- | ----------------------------- | ---------------------- |
| 1x01 | "Pilot"                       | 14 de novembro de 2013 |
| 1x02 | "Off to the Races"            | 14 de novembro de 2013 |
| 1x03 | "The New Office"              | 21 de novembro de 2013 |
| 1x04 | "The Gift"                    | 5 de dezembro de 2013  |
| 1x05 | "Take Me Out to the Ballgame" | 12 de dezembro de 2013 |
| 1x06 | "If I Were a Rich Man"        | 19 de dezembro de 2013 |
| 1x07 | "Woman on Top"                | 26 de dezembro de 2013 |
| 1x08 | "Dynamic Duo"                 | 2 de janeiro de 2014   |
| 1x09 | "The Decision: Part One"      | 9 de janeiro de 2014   |
| 1x10 | "The Decision: Part Two"      | 16 de janeiro de 2014  |

### Segunda temporada
Em 6 de março de 2014, a série foi renovada para uma segunda temporada.
| Nº   | Título                             | Exibição original       |
| ---- | ---------------------------------- | ----------------------- |
| 1x01 | "Unforgiven"                       | 9 de dezembro de 2014   |
| 1x02 | "Baked and Toasted"                | 16 de dezembro de 2014  |
| 1x03 | "Space Invaders"                   | 23 de dezembro de 2014  |
| 1x04 | "The Break-ups"                    | 30 de dezembro de 2014  |
| 1x05 | "Mano-a-Mansfield"                 | 6 de janeiro de 2015    |
| 1x06 | "Love and Basketball"              | 13 de janeiro de 2015   |
| 1x07 | "Wicked Wedding"                   | 20 de janeiro de 2015   |
| 1x08 | "The Mansfield Who Came to Dinner" | 27 de janeiro de 2015   |
| 1x09 | "The Proposal - Part I"            | 3 de fevereiro de 2015  |
| 1x10 | "The Proposal - Part II"           | 10 de fevereiro de 2015 |

## Recepção
Na sua 1.ª temporada, no agregador de críticas dos Estados Unidos, o Metacritic, que calcula as notas usando somente uma média aritmética ponderada de críticos que escrevem em maioria apenas para a grande mídia, a série tem 13 avaliações da imprensa anexadas no site e uma pontuação de 63 entre 100, com a indicação de "revisões geralmente favoráveis".